# Chrysosoma nguemba
Chrysosoma nguemba är en tvåvingeart som beskrevs av Octave Parent 2004. Chrysosoma nguemba ingår i släktet Chrysosoma och familjen styltflugor. Inga underarter finns listade i Catalogue of Life.